# NGC 1128
NGC 1128 هي مجرة على شكل أثقال رياضية تقع في العنقود المجري أبيل 400. المجرة هي مركز مصدر الراديو المعروف باسم 3C75 وتحتوي على ثقبين أسودين عظيمين يدوروا حول بعضهم في طور الاندماج. المحاكاة الحاسوبية تشير إلى أن هذين الثقبين الأسودين سيبدأ تدريجياً بالاقترام نحو بعضهم البعض حتى يندمجا. كان للفلكي لويس سويفت الفضل في اكتشاف المجرة NGC 1128 في عام 1886.

## وصلات خارجية
- الثقوب السوداء الرقص مع العنف لا يصدق (SpaceDaily) أبريل 12, 2006
- 3C 75 في أبيل 400: الثقوب السوداء مصممة على أن تكون ملزمة (شاندرا AXAF)
- المزيد من الصور من 3C 75 في أبيل 400 (شاندرا AXAF)
  - NGC 1128 (jpeg ، شاندرا AXAF)
- NGC 1128 على موقع ويكي سكاي: DSS2, SDSS, GALEX, IRAS, Hydrogen α, X-Ray, Astrophoto, Sky Map, Articles and images

الإحداثيات:  02س 57د 41.6ث، +06° 01′ 29″